# Rettifica (lavorazione meccanica)
La rettifica è quella procedura eseguita con una macchina chiamata rettificatrice, che ha come utensile una mola a grana fine ed estremamente dura. La rettifica serve per portare un qualsiasi componente nello stato di forma o superficie ottimale di progetto; questa operazione segue infatti la sgrossatura. Mentre la sgrossatura toglie il grosso dei residui, la rettifica fa sì che tutti i residui o il materiale in eccesso vengano eliminati garantendo alla superficie lavorata un alto grado di finitura.
È un'operazione costosa, quindi va eseguita solo dove è necessario un alto grado di finitura (come ad esempio sedi di cuscinetti e profili di ingranaggi).

## Caratteristiche
Sono presenti vari tipi di rettificatrici create per eseguire vari tipi di rettifica e si dividono in tre tipologie:
- Rettificatrici in tondo
- Rettificatrici senza centri
- Rettificatrici per piani

### Rettificatrici in tondo
Sono utilizzate per la lavorazione di superfici cilindriche, coniche o sagomate. Può essere eseguita sia su superfici esterne che interne.
La rettifica in tondo si esegue montando il pezzo su un mandrino, che ruota lentamente nello stesso senso della mola. Inoltre il mandrino esegue anche il moto di traslazione (alimentazione assiale).
La mola ruota velocemente e asporta il materiale.
Un esempio di applicazione di questo tipo di lavorazione per asportazione di truciolo è la rettificatrice per alberi a gomiti.
L'albero a gomiti è, tra le superfici cilindriche, la più complessa da lavorare per la sua particolare forma: i produttori di alberi a gomiti nonché le officine di revisione dei motori utilizzano questo tipo di macchine per lavorare sia le bronzine di banco che i colletti dell'albero a gomiti.
Nella foto seguente si può vedere un esempio di questa applicazione:

### Rettificatrici senza centri
Sono utilizzate per la lavorazione di pezzi lunghi, sottili e piccoli, quindi inadatti a essere bloccati tra mandrino e contropunta.
In questo procedimento il pezzo si trova tra due mole rotanti nella stessa direzione:
- Mola operatrice, grande, ruota velocemente e ha il compito di eseguire la rettifica della superficie.
- Mola di trascinamento, più piccola, gira lentamente e ha il compito di ruotare il pezzo e premerlo contro la mola operatrice.

È presente anche una lama che sostiene il pezzo durante la lavorazione.
Si tratta di macchine precise, affidabili ed altamente tecnologiche che trovano applicazione nei settori a loro più congeniali quali l'automotive, l'industria dei cuscinetti, l'industria dei motori elettrici, l'utensileria, l'industria tessile, ecc..

### Rettificatrici per piani
Servono a lavorare superfici piane. Si dividono in due categorie in base alla posizione della mola:
- Rettificatrice tangenziale
- Rettificatrice frontale

Nella rettifica tangenziale l'albero portamola è parallelo al piano che viene lavorato dalla superficie cilindrica della mola.
Nella rettifica frontale l'albero è perpendicolare al piano che viene lavorato frontalmente dalla mola.

## Esempi di lavorazioni di rettifica
La rettifica dei denti degli ingranaggi è un processo di finitura superficiale che avviene dopo il trattamento termico degli stessi, in genere carbocementazione.                              
Con questo procedimento si riesce a portare il dente ad una condizione di profilo ottimale, cioè ad evolvente, annullando le inevitabili deformazioni subite dall'ingranaggio dopo il trattamento termico che determinerebbero un funzionamento rumoroso e un dente soggetto più facilmente alla rottura.

In genere si asporta uno strato proporzionale alla grandezza del dente, pari al modulo, ma comunque tale da non annullare i benefici indotti dal trattamento, cioè la formazione di una pelle superficiale di alcuni decimi, che presenta una durezza e una tensione superficiale di compressione che sfavorisce la nascita di cricche e aumenta la resistenza a rottura.
Allo scopo si adottano mole formate da agglomerati durissimi e con inclusioni vetrose.
Il profilo della mola viene rinnovato ciclicamente durante la lavorazione mediante un rullo diamantatore che ripristina la condizione ottimale della mola.

## Altri tipi di rettifica

### Rettifica elettrochimica
La rettifica elettrochimica è un processo che permette di eseguire una rettifica che combina il processo di lavorazione elettrochimica con un normale processo di rettifica sfruttando una macchina simile ad una rettificatrice ma la differenza che la mola viene utilizzata come catodo che ruota con delle particelle abrasive.